# ناحیه حبیب‌گنج
ناحیهٔ حبیب‌گنج (به لاتین: Habiganj District) یک ناحیه در بنگلادش است که در استان سیلهت واقع شده‌است.

## خصوصیات
ناحیه حبیب‌گنج ۲٬۶۳۶٫۵۹ کیلومترمربع مساحت و ۲٬۰۸۹٬۰۰۱ نفر جمعیت دارد.